# Зельона (Цехановський повіт)
Зельона (пол. Zielona) — село в Польщі, у гміні Ойжень Цехановського повіту Мазовецького воєводства.
Населення — 63 особи (2011).
У 1975-1998 роках село належало до Цехановського воєводства.

## Демографія
Демографічна структура станом на 31 березня 2011 року:
|          | Загалом | Допрацездатний вік | Працездатний вік | Постпрацездатний вік |
| -------- | ------- | ------------------ | ---------------- | -------------------- |
| Чоловіки | 36      | 10                 | 23               | 3                    |
| Жінки    | 27      | 5                  | 14               | 8                    |
| Разом    | 63      | 15                 | 37               | 11                   |